# Hedwigia caespiticia
Hedwigia caespiticia là một loài Rêu trong họ Hedwigiaceae. Loài này được (F. Weber & D. Mohr) Bach. Pyl. mô tả khoa học đầu tiên năm 1824.